# Kambiofag

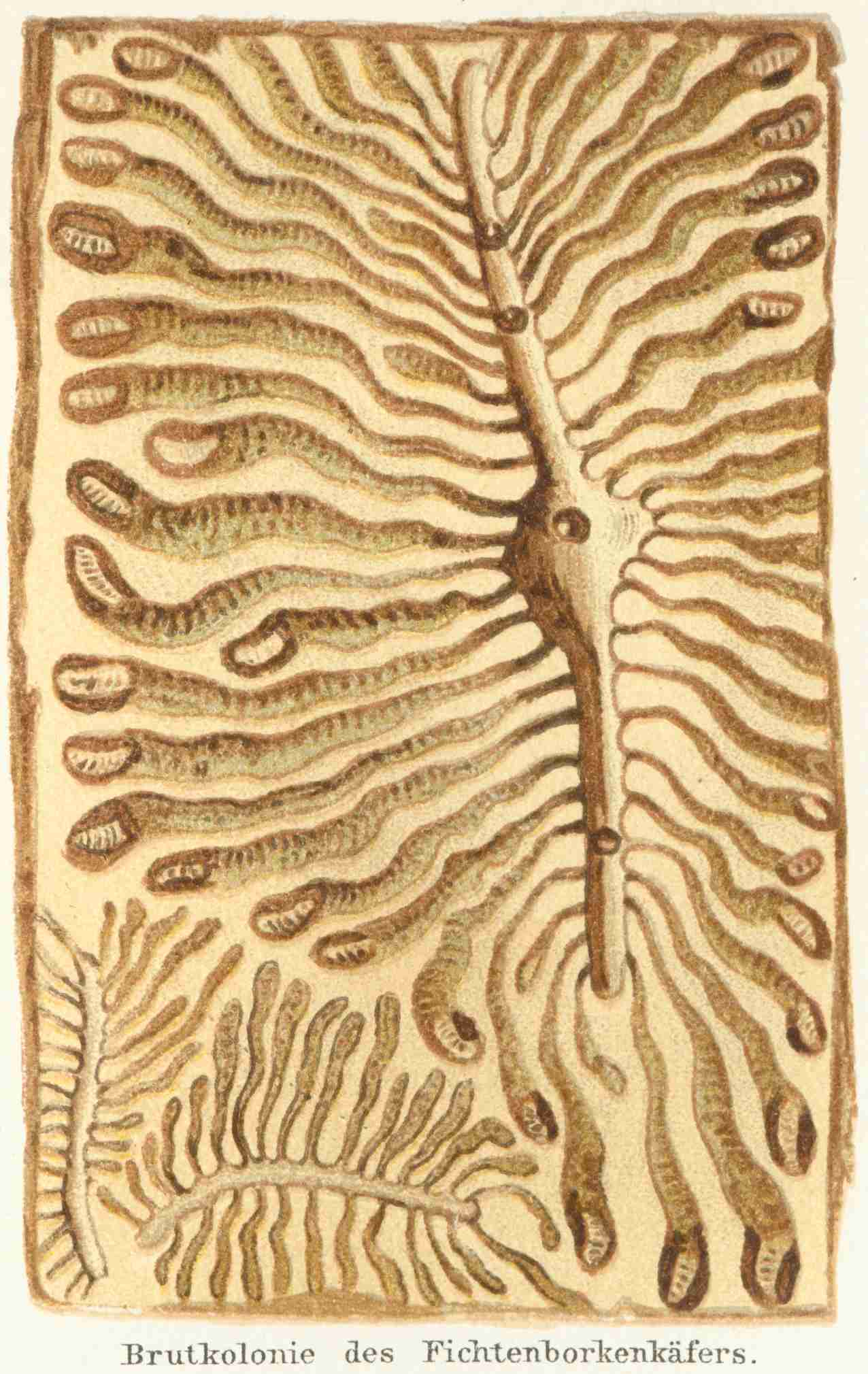
Korytarze kornika drukarza

Kambiofag – gatunek saproksyliczny, głównie owady żyjące pod korą lub w korze drzew i krzewów. Odżywiają się tkanką kambium. Do kambiofagów należy wiele chrząszczy z rodziny bogatkowatych. Kambiofagiem jest też rzadki w Polsce przyplaszczek jodłowy.